# اولاداپو افولایان
اولاداپو افولایان (انگلیسی: Oladapo Afolayan؛ زادهٔ ۱۱ سپتامبر ۱۹۹۷) بازیکن فوتبال اهل بریتانیا است.
از باشگاه‌هایی که در آن بازی کرده‌است می‌توان به باشگاه فوتبال سولیهال مورس اشاره کرد.
وی همچنین در تیم ملی فوتبال England C بازی کرده‌است.